# Conjunto Habitacional el Trébol
Conjunto Habitacional el Trébol är en ort i Mexiko.   Den ligger i kommunen Tarímbaro och delstaten Michoacán de Ocampo, i den södra delen av landet, 220 km väster om huvudstaden Mexico City. Conjunto Habitacional el Trébol ligger 1 863 meter över havet och antalet invånare är 1 441.
Terrängen runt Conjunto Habitacional el Trébol är varierad. Runt Conjunto Habitacional el Trébol är det tätbefolkat, med 411 invånare per kvadratkilometer. Närmaste större samhälle är Morelia, 8,0 km söder om Conjunto Habitacional el Trébol. I omgivningarna runt Conjunto Habitacional el Trébol växer huvudsakligen savannskog.